# Euroméditerranée

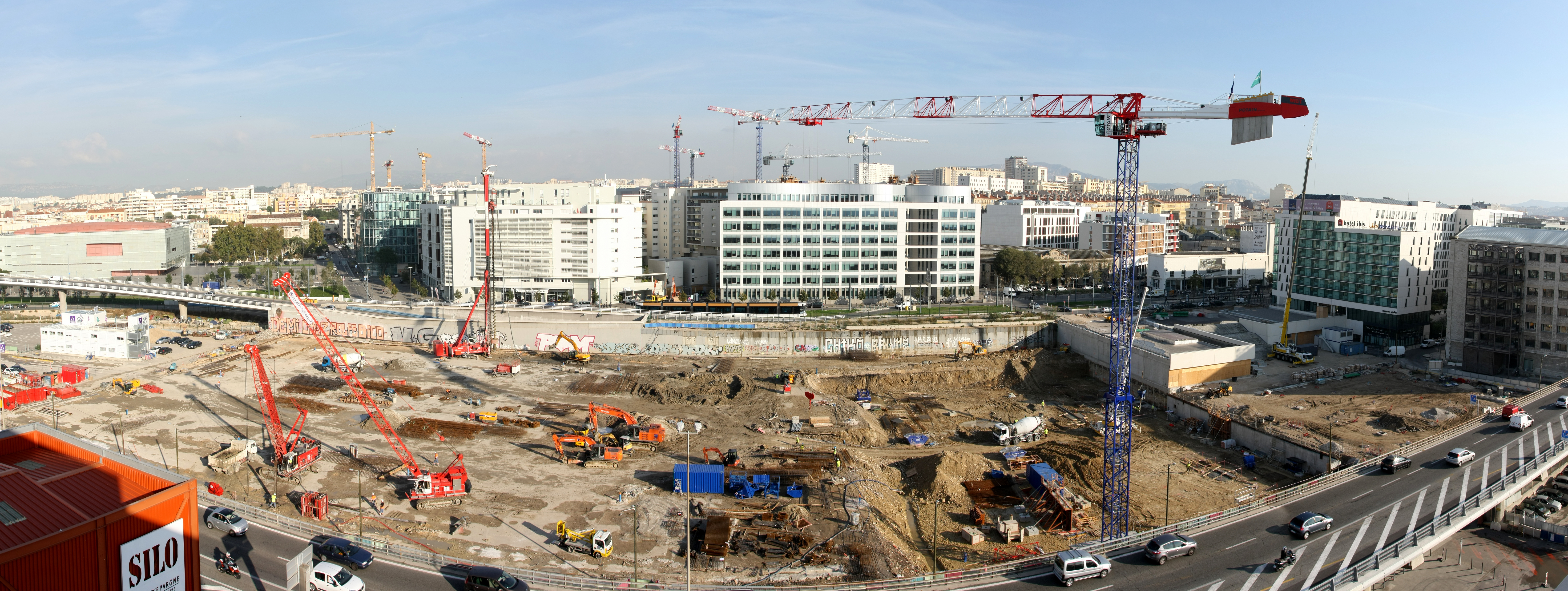
Constructie van de Quais d'Arenc in oktober 2012

Euroméditerranée is de naam van het in 1989 gestarte project van stadsvernieuwing in de Franse stad Marseille.
Initiatiefnemer was toenmalig burgemeester van Marseille, Robert Vigouroux. Het project werd gestoeld op het succesvolle project in Lyon waar de wijk La Part-Dieu uitgroeide tot een tweede centrumwijk van de Franse grootstad, een central business district, met onder meer het hoofdkantoor van de Franse grootbank Credit Lyonnais. In Marseille werd een Etablissement Public d'Aménagement (EPA) opgericht in 1994 om het project uit te werken. Deze werd gefinancierd door de Franse overheid, de regio, het departement, de betrokken Franse gemeenten, de Europese Unie en private investeerders. Gemikt werd op een eindafwerking tegen 2012, uiteindelijk - ook door een aan het initieel gestarte project tweede fase in 2007 - zal de EPA tot voorbij 2020 actief blijven en is er nog steeds grote bouwbedrijvigheid in de binnenstad van Marseille.
Geografisch situeert de stadsvernieuwing zich in de wijken La Belle de Mai, Saint-Charles, La Joliette en Arenc, inclusief aan de Rue de la République. Het gaat om een gebied van 3,1 km² in het centrum van Marseille ten noorden van de Vieux-Port, waar doorheen de laatste decennia een wat verwaarloosde woonzone was ontstaan, met onder meer een grote concentratie allochtonen uit de Maghreb. Euroméditerranée mikt op een mengeling van woonzones en bureauzones met een duidelijk gentrificatiekarakter. Langs de kustlijn aan de Quais d'Arenc zal de stad een moderne skyline krijgen met een waterfront-complex van hoogbouw met als blikvangers de Tour La Marseillaise, ontworpen door Jean Nouvel, en de Tour CMA CGM, ontworpen door Zaha Hadid.
Het gebied werd bevrijd van doorgaand verkeer door de constructie van de Tunnel de la Major en de Tunnel de la Joliette in het verlengde van de Tunnel du Vieux-Port. Aan de waterkant werd in 2005 een nieuwe haven voor cruiseschepen geopend, die de concurrentie met onder meer Genua en Barcelona aangaat.